# Saint-Avaugourd-des-Landes
Saint-Avaugourd-des-Landes är en kommun i departementet Vendée i regionen Pays de la Loire i västra Frankrike. Kommunen ligger i kantonen Moutiers-les-Mauxfaits som tillhör arrondissementet Les Sables-d'Olonne. År 2022 hade Saint-Avaugourd-des-Landes 1 166 invånare.

## Befolkningsutveckling
Antalet invånare i kommunen Saint-Avaugourd-des-Landes
| Referens: INSEE |